# Bistum Bururi
Das Bistum Bururi (lat.: Dioecesis Bururiensis) in Burundi wurde am 6. Juni 1961 gegründet und gehört seit dem 25. November 2006 zur römisch-katholischen Kirchenprovinz des Erzbistums Bujumbura.
Das Bistum ist 5.983 km² groß. Von den mehr als 1,4 Millionen Einwohnern im Gebiet der Diözese sind etwa 45 Prozent Katholiken, die von ca. 100 Priestern in 23 Pfarreien betreut werden.
Erster Bischof war ab dem Gründungstag der belgische Ordensgeistliche Joseph Martin MAfr, der am 17. September 1973 zurücktrat.
Seit vielen Jahren verbindet das Bistum Bururi eine Partnerschaft mit der Gemeinde Sankt Paul in Krefeld-Uerdingen (Deutschland).

## Bischöfe
- Joseph Martin MAfr, 1961–1973
- Bernard Bududira, 1973–2005
- Venant Bacinoni, 2007–2020
- Salvator Niciteretse, seit 2020